# Абэ, Тэруо
Тэруо Абэ (яп. 安部 輝雄) — японский футболист, выступающий за сборную Японской Империи.

## Клубная карьера
Тэруо Абэ выступал за клуб «Квангаку», в состав которого входили игроки и выпускники его «Kwansei Gakuin University». Он был одноклубником нескольких игроков сборной Японии по футболу, среди которых были Юкио Гото и Хидео Сакаи.

## Карьера в национальной сборной
В мае 1934 года Абэ был выбран в Сборную Японии по футболу для участия в Дальневосточных играх 1934 года в Маниле . 13 мая он дебютировал на этом турнире в матче против сборной Голландской Ост-Индии. 15 мая он также сыграл в матче против Филиппин. В 1934 году он сыграл 2 матча за сборную Японии.

## Статистика национальной команды
| Сборная Японии по футболу | Сборная Японии по футболу | Сборная Японии по футболу |
| Год                       | Матчи                     | Голы                      |
| ------------------------- | ------------------------- | ------------------------- |
| 1934                      | 2                         | 0                         |
| Всего                     | 2                         | 0                         |